# Волжинские
Волженские или Волжинские (пол. Wołżyński) — дворянские роды.
1. Родоначальник — Верига Юрьевич Волженский, владевший в 1595 году поместьями в Вяземском уезде. Сын его Михаил убит при осаде Смоленска (1614). Потомки его внесены в VI часть родословной книги Костромской губернии.
2. Потомки Петра Талова, сына Волженского, который за участие в Смоленском осадном сиденье (1633—34), пожалован поместьями в Мещовском уезде (1636). Род этот разделился в XVII веке на три ветви, из которых две внесены в VI часть родословной книги Калужская губерния, а третья — в VI часть родословной книги Смоленской губернии.
3. Родоначальник — Василий Иванович Волжинской, стряпчий в 1663—1671 годах, стольник в 1676—1686 годах, служивший в войне с Польшей (1654—1656) и с крымцами (1673—1681). Этот род внесён в VI и II части родословной книги Курской губернии.
4. Родоначальник — Василий Федорович Волжинской, московский дворянин в 1676—1692 годах, владевший в 1648 году поместьями в Белевском уезде, а в 1681 году бывший капитаном солдатского строя. Потомки его внесены во II часть родословной книги Курской губернии.
5. Родоначальник — полковник солдатского строя Василий Абакумович Волженской, стряпчий в 1671 году, стольник в 1683 году, владевший поместьями в Касимовском уезде (1676—1685). Род этот, в начале XVIII века разделившийся на две ветви, внесён в VI часть родословной книги Тамбовской и в I часть родословной книги Пензенской губернии.

Шестой и седьмой роды более позднего происхождения.
Кроме того, в Виленской губернии существовал (внесённый в VI часть родословной книги) род Волжынских, герба Пржосна.

## Описание герба
В щите, имеющем голубое поле, изображена в золотых латах рука с мечом, выходящая из облака, в левом боку щита означенном (польский герб Малая Погоня). Щит увенчан дворянскими шлемом и короной. Нашлемник: три страусовых пера. Намёт на щите красный, подложенный золотом.

Герб Пржосна

## Известные представители
- Волжинский Василий Дружинин — стряпчий в 1658—1692 г.
- Волжинский Иван Иванович — стряпчий в 1658—1668 г.
- Волжинский Северьян-Осип Иванович — стряпчий в 1676 г., московский дворянин в 1681—1692 г.
- Волжинские: Лев и Александр Ивановичи — московские дворяне в 1677—1692 г.
- Волжинский Иван Васильевич — стольник в 1690—1692 г.
- Волжинские: Елизарий Митрофанович, Абакум и Родион Васильевичи — стряпчие в 1692 г.
- Волжинские: Богдан Данилович, Афанасий и Исай Петровичи — московские дворяне в 1692 г[1].